# エルベール3世 (ヴェルマンドワ伯)
エルベール3世（フランス語：Herbert III, 954年以前 - 993/1002年）は、ヴェルマンドワ伯（在位：987年 - 993/1002年）。ヴェルマンドワ伯アルベール1世とゲルベルガ・フォン・ロートリンゲンの息子。

## 生涯
モンティエ＝アン＝デ修道院の2つの特許状（968年と980年）は、当時ヴィトリのシャトー＝ティエリ伯であり、サン＝メダール・ド・ソワソン修道院の在俗修道院長であったヴェルマンドワ伯エルベール3世によるものとされており、そこには「フランク伯」という称号が記されている。この称号は、ロベール家が保持し、フランク王国で王に次ぐ2番目の地位であったフランク公の称号と比較することができる。「フランク伯」の称号は、フランク王の最も高い地位の伯爵であることを主張しており、王国ではフランク王とフランク公に次ぐ第3位であることを意味する。
西フランク王ロテールの勅許により、エルベールは「宮中伯（comte du palais）」とされた。この称号は、エルベールのあとにヴェルマンドワ家の継承者であるブロワ伯とシャンパーニュ伯が帯びることとなる宮中伯（comte palatin）の称号と対比される。

## 結婚と子女
987年以前にバル＝シュル＝セーヌ伯ルナールの娘エルマンガルドと結婚した。エルマンガルドは後にトネール伯ミロン2世と再婚した。この結婚で以下の子女が生まれた。
- アルベール2世（985年以前 - 1016年頃） - ヴェルマンドワ伯
- オトン（979年 - 1045年） - ヴェルマンドワ伯